# High Contrast
High Contrast, pseudonimo di Lincoln Barrett (Penarth, 18 settembre 1979), è un disc jockey britannico di musica drum and bass.
Con questo suo progetto Barrett ha sempre cercato di proporre una musica che si avvicinasse alle proprie passioni, fortemente radicate nel suo amore per il cinema, con l'intento di voler ricreare una musica d'atmosfera ideale per ogni ascoltatore. Noto per aver prodotto svariati remix di brani di successo di artisti famosi, Lincoln Barrett produce musica drum and bass sin dall'adolescenza, e rispetto agli artisti del genere si è sempre mostrato fortemente aperto ad influenze musicali di vario tipo che spaziano dalla jungle all'house.

## Discografia

### Album di studio
- True Colours (2002)
- High Society (2004)
- Tough Guys Don't Dance (2007)
- Watch the Ride - High Contrast (2008)
- Confidential (2009)

### Raccolte
- FabricLive.25 (2005)
- Hospitality Presents This is Drum + Bass (2009)

### Singoli
- Make it Tonight / Mermaid Scar (2001)
- Return of Forever (2002)
- Global Love (2002)
- Basement Track (2003)
- Twilight's Last Gleaming (2004)
- Angels and Fly (2004)
- Racing Green / St Ives (2004)
- When the Lights Go Down / Magic (2005)
- Days Go By / What We Do (2005)
- Everything's Different / Green Screen (2007)
- If We Ever / Pink Flamingos (released 16 July 2007)
- In A Gadda Da Vida / Forever And A Day (2007) UK Indie - #12
- Sleepless (2008)

### Remix
- Kaleidoscope - Tiësto
- Wall - Enter Shikari
- Baggy Bottom Boys - Jokers of the Scene
- Ready for the Weekend - Calvin Harris
- In For The Kill (Skream's Let's Get Ravey Mix) - La Roux
- Most Precious Love - Blaze featuring Barbara Tucker
- Hometown Glory - Adele
- Pjanoo - Eric Prydz
- Reload It - Kano (rapper)
- Time to Pretend - MGMT
- Something Good '08 - Utah Saints
- Papua New Guinea - Future Sound of London
- I Found U - Axwell
- It's Too Late - The Streets
- Talk - Coldplay
- Gold Digger - Kanye West
- Flashing Lights - Kanye West
- We Run This - Missy Elliott
- My Dreams - London Elektricity featuring Robert Owens
- Headlock - Imogen Heap
- Barcelona - D.Kay & Epsilon
- My Doorbell - The White Stripes
- Hey U - Basement Jaxx
- Thugged Out Bitch - Dillinja
- Girls & Boys - Aquasky and El Horner
- Renegade Snares - Omni Trio
- Back For More - Influx Datum
- Karma (Comes Back Around) - Adam F & Guru
- No More - Roni Size & Dynamite MC
- No Soul - ILS
- Spaced Invader - Hatiras
- This Feeling - Blue Sonix
- Born Free - M.I.A.
- Blue Orchid - The White Stripes
- Wall - Enter Shikari